# Siergiej Czernych
Siergiej Aleksandrowicz Czernych (ros. Сергей Александрович Черных, ur. 10 stycznia?/23 stycznia 1912 w Niżnym Tagile, zm. 16 października 1941) – radziecki lotnik wojskowy, generał major lotnictwa, Bohater Związku Radzieckiego (1936).

## Życiorys
Urodził się w rodzinie robotniczej. Skończył 7 klas niepełnej szkoły średniej i szkołę fabryczno-zawodową, następnie pracował jako ślusarz. Od grudnia 1930 służył w Armii Czerwonej, w 1933 ukończył wojskową szkołę pilotów w Stalingradzie (obecnie Wołgograd). Od 1932 należał do WKP(b). Był młodszym lotnikiem i potem starszym lotnikiem 61 samodzielnej eskadry lotnictwa myśliwskiego, w marcu 1936 został dowódcą klucza w 107 eskadrze lotnictwa myśliwskiego 83 Brygady Lotnictwa Myśliwskiego Sił Powietrznych Białoruskiego Okręgu Wojskowego. Od listopada 1936 do lutego 1937 brał udział w wojnie domowej w Hiszpanii jako dowódca klucza myśliwców I-16 w stopniu porucznika. Do końca grudnia 1936 zestrzelił trzy samoloty wroga, w tym Messerschmitta B-109, za co został przedstawiony do odznaczenia tytułem Bohatera Związku Radzieckiego. Do momentu powrotu z Hiszpanii miał wylatane 115 godzin i odniesione 5 zwycięstw osobiście oraz dwa w grupie.
W maju 1937 został dowódcą oddziału lotniczego w stopniu starszego porucznika, a w sierpniu 1937 dowódcą eskadry w stopniu majora. Na początku 1938 awansowano go na pułkownika i mianowano dowódcą 83 Brygady Lotniczej, w październiku 1938 został zastępcą dowódcy Sił Powietrznych Zabajkalskiego Okręgu Wojskowego, następnie zastępcą dowódcy Sił Powietrznych 2 Samodzielnej Dalekowschodniej Armii Czerwonego Sztandaru i zastępcą dowódcy Sił Powietrznych Frontu Dalekowschodniego. W maju 1940 został zastępcą dowódcy Sił Powietrznych Odeskiego Okręgu Wojskowego, a w czerwcu 1940 dowódcą 9 Mieszanej Dywizji Lotniczej Zachodniego Specjalnego Okręgu Wojskowego (4 czerwca 1940 otrzymał stopień generała majora). W 1940 ukończył kursy doskonalenia wyższej kadry dowódczej przy Akademii Sztabu Generalnego. Od 1937 był deputowanym do Rady Najwyższej ZSRR 1 kadencji.
Po ataku Niemiec na ZSRR był dowódcą 9 Mieszanej Dywizji Lotniczej Frontu Zachodniego, biorąc udział w walkach obronnych mimo zniszczenia przez niemieckie ataki na lotniskach 347 spośród 409 samolotów należących do tej dywizji. 8 lipca 1941 został aresztowany w Briańsku pod zarzutem karygodnej bezczynności, tchórzostwa i niewykonania rozkazu. 28 lipca 1941 Wojskowe Kolegium Sądu Najwyższego ZSRR skazało go na śmierć. Został rozstrzelany 16 października 1941 wraz z innymi dowódcami obwinionymi o niepowodzenia w początkowym okresie wojny. 5 sierpnia 1958 został pośmiertnie zrehabilitowany. Jego imieniem nazwano ulicę w Niżnym Tagile.

## Odznaczenia
- Bohater Związku Radzieckiego (31 grudnia 1936)
- Order Lenina (31 grudnia 1936)
- Order Czerwonej Gwiazdy (25 maja 1936)
- Medal jubileuszowy „XX lat Robotniczo-Chłopskiej Armii Czerwonej” (1938)